# Рорбах-ан-дер-Гёльзен
Рорбах-ан-дер-Гёльзен (нем. Rohrbach an der Gölsen) — коммуна (нем. Gemeinde) в Австрии, в федеральной земле Нижняя Австрия.
Входит в состав округа Лилинфельд. Население составляет 1570 человек (на 31 декабря 2005 года). Занимает площадь 14,77 км². Официальный код — 31410.

## Известные личности
- Карл Эстеррайхер (1923—1995), австрийский дирижёр — родился в Рорбахе

## Политическая ситуация
Бургомистр коммуны — Карл Бадер (АНП) по результатам выборов 2005 года.
Совет представителей коммуны (нем. Gemeinderat) состоит из 19 мест.
- АНП занимает 12 мест.
- СДПА занимает 7 мест.